# Claudio Cucinotta
Claudio Cucinotta (Latisana, 22 januari, 1982) is een Italiaans wielrenner die zich zowel op de piste als op de weg thuis voelt.
Hij werd in 2005 Italiaans kampioen op de weg, als amateur en als eliterenner zonder contract. In 2006 begon hij zijn profcarrière bij het team Tenax. 

## Erelijst
2005
- Italiaans kampioen amateurs, op de weg
- Italiaans kampioen elite zonder contract, op de weg

2007
- Italiaans kampioen ploegenachtervolging (met Alessandro De Marchi, Giairo Ermeti en Matteo Montaguti) (piste)

2008
- 1e etappe Ronde van Slovenië
- Italiaans kampioen - Scratch (piste)

2010
- 3e etappe Ronde van Japan
- 7e etappe Ronde van Japan

## Resultaten in voornaamste wedstrijden
| Jaar | Brussels Cycling Classic |
| ---- | ------------------------ |
| 2007 | 9e                       |

Baldato ·
Bertuola ·
Bosisio ·
Bossoni ·
Codol ·
Cucinotta ·
De Matteis ·
Ginestri ·
Machado · 
McPartland ·
Murro · 
Pérez ·
Petito ·
Pidhorny · 
Pietropolli ·  
Salerno · 
Urán ·
Ferrari (stagiair)  
Bertuola ·
Bosisio ·
Corsini ·
Cucinotta ·
De Matteis ·
Ermeti ·
Ferrari ·
Golčer ·
Laganà ·
Machado · 
Murro · 
Pidhorny · 
Piemontesi ·
Pietropolli ·  
Sabatino ·
Salerno · 
Santambrogio (tot 15/07)
Bailetti ·
Bosisio ·
Celli ·  
Chiarini ·
Cucinotta ·
Di Luca ·
Ermeti ·
Ferrara ·
Ferrari ·
Golčer · 
Laganà ·
Marinangeli ·
Maserati ·
Montaguti · 
Petacchi · 
Pidhorny ·
Pietropolli ·
Proch ·
Salerno ·
Savoldelli ·   
Spezialetti ·
Negri (stagiair)
Bernucci ·
Bosisio ·
Caruso ·  
Cattaneo ·
Chiarini ·
Cucinotta ·
Di Luca (tot 15/08) ·
Ermeti ·
Ferrari ·
Golčer · 
Laganà ·
Marinangeli ·
Montaguti · 
Negri ·
Ongarato ·
Petacchi · 
Pietropolli ·
Salerno ·   
Spezialetti